# Koninklijk Zeeuwsch Genootschap der Wetenschappen
Het Koninklijk Zeeuwsch Genootschap der Wetenschappen kortweg "Zeeuws Genootschap" of KZGW, is opgericht in 1769 en heeft als doel het beoefenen van kunsten en wetenschappen in Zeeland te stimuleren en bevorderen. Het genootschap doet dit door de instandhouding en uitbreiding van zijn grote en bijzondere collecties, de organisatie van wetenschappelijke bijeenkomsten, lezingen en excursies en door het uitgeven van publicaties.
De in de loop der jaren opgebouwde, zeer gevarieerde museale en bibliothecaire collecties zijn in bruikleen gegeven aan gespecialiseerde instituten: schilderijen en historische objecten aan het Zeeuws Museum en het Zeeuws Maritiem muZEEum, kaarten, tekeningen en prenten aan het Zeeuws Archief, boeken en handschriften aan de Zeeuwse Bibliotheek en fossielen, schelpen en mineralen, deels afkomstig van de overzeese koloniën, aan Naturalis. De volkenkundige objecten waren lange tijd in bruikleen bij het Rijksmuseum voor Volkenkunde, maar kwamen in 2007 in beheer bij het Zeeuws Museum, de archeologische voorwerpen berusten vooral bij de Stichting Cultureel Erfgoed Zeeland. Door het genootschap benoemde conservatoren houden toezicht op het beheer en assisteren bij de wetenschappelijke ontsluiting van de collecties.
Het Genootschap publiceert het kwartaalblad Zeeland, het jaarboek Archief en soms boeken in de serie Werken.
Het Genootschap telde eind 2015 nog 777 leden (in 1983 waren dit er circa 1.700) gegroepeerd in vele samenwerkingsverbanden om de talrijke taken uit te voeren. Deze opzet, het bijeenbrengen van personen van eenzelfde vakgebied en het bijeenplaatsen van personen met diverse bekwaamheden is bij een toenemende beschikbaarheid van vrije tijd de voorwaarde voor het bestaan.

## Werkgroepen

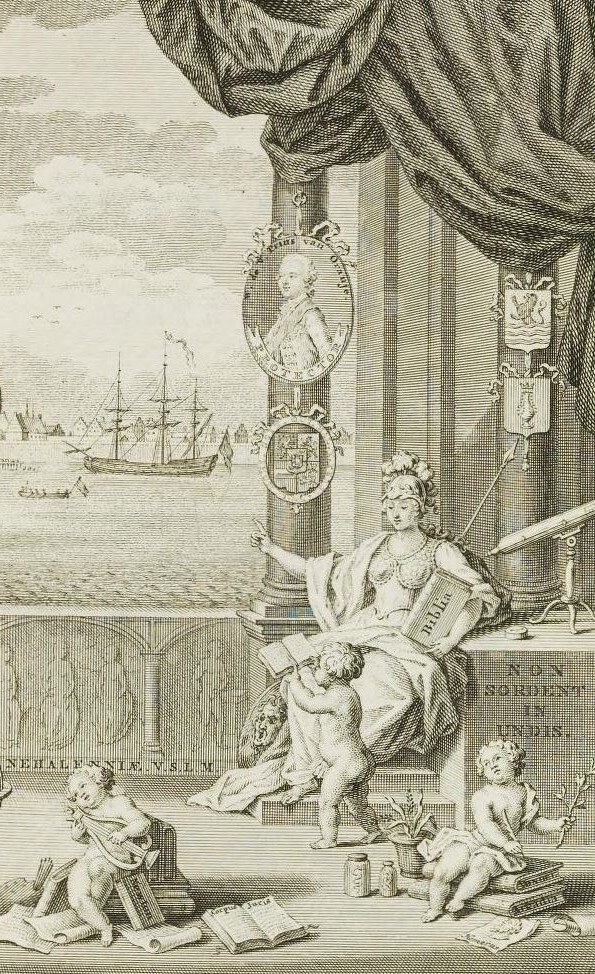
Gravure zoals gebruikt in de reeks ‘Verhandelingen van het Zeeuwsch Genootschap’ die vanaf 1769 werden uitgegeven.

Het KZGW kent diverse werkgroepen, waarvan er thans nog drie bestaan: CultuurHistorie, Geologie en Muziek.
De Werkgroep Historie en Archeologie is opgericht in 1964. Het bulletin van deze werkgroep heet Nehalennia. De Werkgroep heeft daarnaast een aantal projecten, onder meer het indiceren van het oud-archief van het Genootschap en het samenstellen van documentatie betreffende oude huizen te Middelburg.
In 2008 fuseerden de werkgroepen Historie en Archeologie en Kunstgeschiedenis tot de Werkgroep CultuurHistorie.
De Werkgroep Geologie is opgericht in 1965 en houdt zich met name bezig met lezingen en excursies op dit terrein en dat van de paleontologie. Zij verzorgt sinds enige jaren in overleg met het Zeeuws Museum de natuurhistorische verzamelingen van het Genootschap. In het kader daarvan werden de fossiele botten gerestaureerd en geprepareerd. Om de collectie aan te vullen wordt daartoe jaarlijks 'Kor en bot' ondernomen, waarbij met een viskotter op de Schelde wordt gevist naar fossiele resten.
Andere activiteiten zijn het verzorgen van een lezingenprogramma, het houden van determinatiedagen en het organiseren van excursies naar geologische locaties en musea in de regio of daarbuiten. De bibliotheek van de werkgroep bevat een groot aantal standaardwerken, jaargangen van tijdschriften en losse publicaties op het terrein van de geologie. Verder wordt het contact met/tussen de leden versterkt door tweemaal per jaar het verenigingsblad Voluta uit te geven, met daarin interessante bijdragen over diverse geologische onderwerpen.
In 1977 kwam een Werkgroep Muziek tot stand. Aanleiding daartoe was de restauratie van het Van der Weele-orgel in de verzamelingen. Deze Werkgroep streeft de authentieke muziekbeoefening na, het musiceren op historische muziekinstrumenten volgens oorspronkelijke uitvoeringspraktijken. Zij gaf twee grammofoonplaten 'Historische Orgels in Zeeland' uit en kocht in 1983 een Weense Hammerfltigel van omstreeks 1820 als eerste aanschaf van historische instrumenten. Zij heeft thans diverse muziekinstrumenten, waarvan meerdere van Zeeuwse makelij, in haar bezit. Voor de instrumenten wordt naar een zinvolle bestemming gezocht, enkele instrumenten hebben die reeds gekregen bij de Zeeuwse Muziekschool of University College Roosevelt.
De Juridische Werkgroep dateert uit 1968. Nagenoeg alle juristen in Zeeland maakten deel uit van deze Werkgroep. Zij organiseerde lezingen en studiegroepen onder meer op het gebied van het oud-vaderlands recht.
De Werkgroep Kunstgeschiedenis werd opgericht in 1992 met als belangrijkste doel het organiseren van lezingen over kunsthistorische onderwerpen in de breedste zin en ging in 2008 op in de werkgroep CultuurHistorie.
De Werkgroep Theologie, werd opgericht in 1982 als de jongste loot aan de oude stam, maar heeft ook het kortst bestaan.
Voor speciale projecten en activiteiten kent het Genootschap de commissie als organisatievorm. De commissie tot redactie van het tijdschrift Zeeland kwam tot stand in 1991 toen het gelijknamige tijdschrift voor het eerst werd uitgegeven.
De redactie Archief en Werken verzorgt de uitgave van het jaarboek Archief en incidenteel wetenschappelijke studies die het KZGW uitgeeft, waarvan inmiddels ook enkele werken digitaal uitgegeven zijn. Andere commissies zijn de Activiteitencommissie en een commissie die vanuit alle werkgroepen de verbinding vormt met het bestuur: de Coördinatie Commissie Verzamelingen, intern CoCo genoemd.

## Collecties

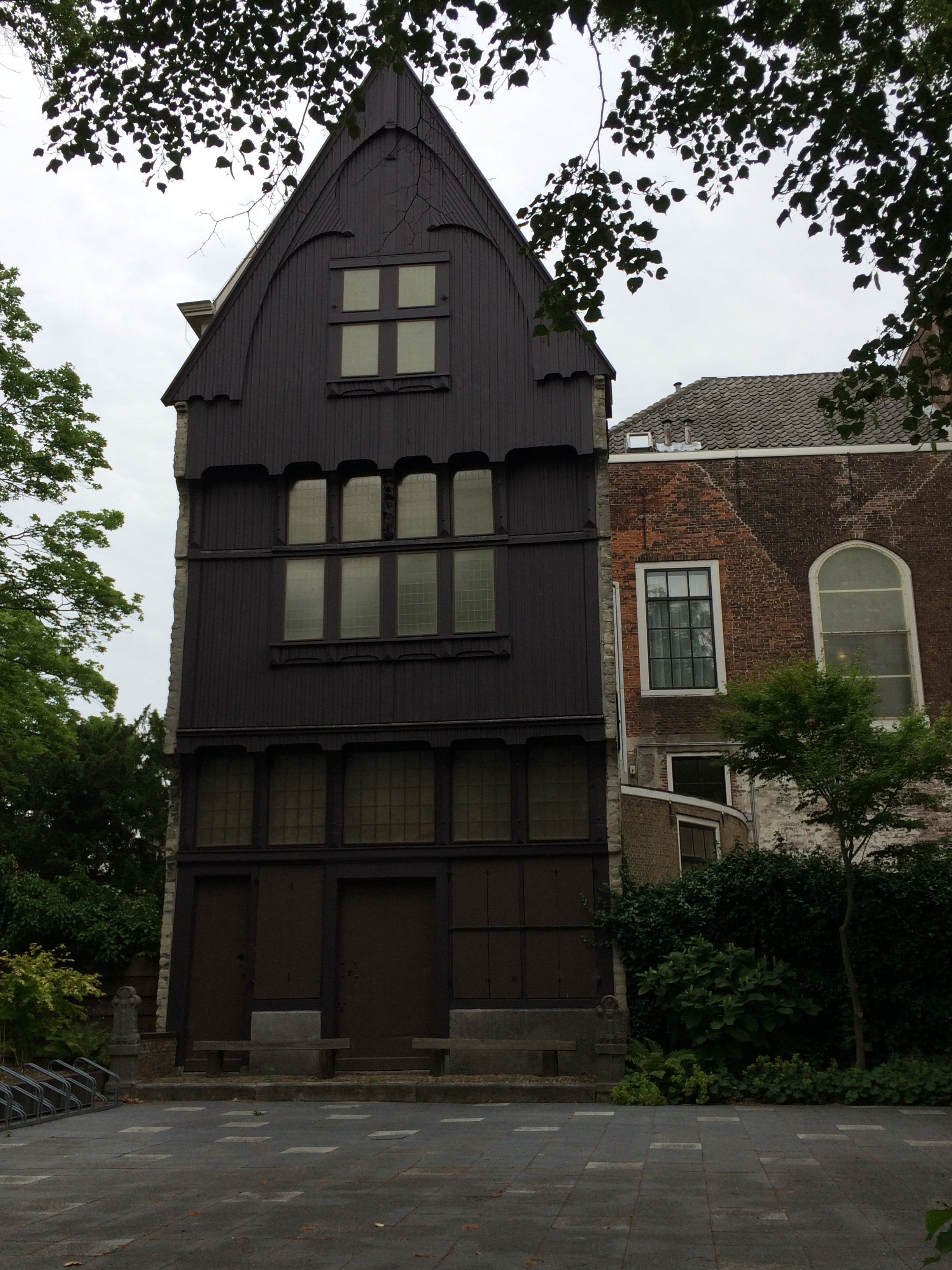
De houten gevel van het KZGW Achter het Hofplein, foto: J. Francke, 1 juli 2017

De Coördinatiecommissie Verzamelingen coördineert de werkzaamheden met betrekking tot de verzamelingen van het Genootschap en adviseert het bestuur over alle zaken die de verzamelingen aangaan. Zij draagt conservatoren voor de verschillende afdelingen van de verzamelingen voor. De verzamelingen zijn ondergebracht bij diverse Zeeuwse en landelijke instellingen zoals Naturalis, het Zeeuws Museum, het Zeeuws Archief en ZB Planbureau en Bibliotheek van Zeeland.
Voor het toezicht op het beheer van de verschillende afdelingen van de verzamelingen zijn conservatoren aangesteld. Tot de taken van een conservator behoren het registreren, het documenteren, het bevorderen en het verrichten van onderzoek en het verwerven van nieuwe aanwinsten. Tweemaal per jaar komen de conservatoren, bijeengeroepen door de Coördinatiecommissie, in een gezamenlijke vergadering bijeen. Enkele stukken vallen buiten de verantwoording van een conservator, zoals de omvangrijke laatst overgebleven middeleeuwse houten gevel van huis uit de Lange Delft in Middelburg. Deze werd 1888 door de eigenaar van het pand, mevrouw Van Benthem Jutting-van den Broecke, aan het Genootschap geschonken.

### Zelandia Illustrata
De meest bekende collectie is die van de Zelandia Illustrata: een verzameling kaarten en prenten met betrekking tot de provincie Zeeland. Deze is in vier onderdelen opgesplitst: kaarten en plattegronden; topografie; historie en leven; portretten en personalia. De verzameling van de zeventiende-eeuwse Amsterdamse rechtsgeleerde Matheüs Brouerius van Nideck staat aan de basis hiervan. Na Brouerius dood verwisselde de atlas verschillende keren van eigenaar. In 1782 kocht Jacob Verheije van Citters het Zeeuwse gedeelte van de atlas. Verheije liet de atlas, die hij aanzienlijk uitgebreid had en bewaarde op zijn kasteel Popkensburg, na aan zijn zoon Laurens de Witte van Citters. Bij testament bepaalde Laurens dat als zijn zoon geen belangstelling had voor de atlas, deze na taxatie aan het Zeeuws Genootschap te koop moest worden aangeboden. Zo werd in 1863 deze verzameling verworven die toen uit circa 3.000 afbeeldingen bestond. Door aankoop en schenkingen heeft de collectie thans een omvang van ruim 25.000 kaarten, prenten, tekeningen, foto’s, glasnegatieven, diapositieven en circa 11.000 prentbriefkaarten.

### Boeken
De boekenverzameling bevat vele oude drukken, waaronder incunabelen of wiegendrukken. De oudste incunabel van het genootschap is een wereldkroniek, gedateerd op 1480.
De verzameling boeken werd in 1898 in bruikleen gegeven aan de Provinciale Bibliotheek van Zeeland. De bibliotheek werd in 1940 getroffen door oorlogsgeweld, waardoor bijna driekwart van de verzameling verloren ging en zogenoemde prachtbanden door het bluswater onherstelbaar beschadigd werden. Na de Tweede Wereldoorlog werd aan het genootschap de verzameling Van Eck gelegateerd, bestaande uit ongeveer 6.000 banden, waaronder vele prachtig geïllustreerde werken uit de 19de eeuw. In 2006 kreeg het genootschap uit de verzameling Landwehr-Vogels zo’n 800 kinderboeken en 500 kinderprenten. Thans wordt het fysieke beheer en de ontsluiting verzorgd door de ZB. De nadruk van het werk van de conservatoren ligt thans op het achterhalen van de herkomst.

### Handschriften
In 1904 werden de handschriften, wegens ruimtegebrek, in bruikleen gegeven aan de in 1859 opgerichte Provinciale Bibliotheek van Zeeland, thans ZB. In mei 1940 werd ook het handschriftenbezit van het Genootschap slachtoffer van de stadsbrand. De handschriftenverzameling beslaat circa 6.500 stuks die thans middels een Metamorfoze project worden gedigitaliseerd. Het grootste deel van de collectie omvat 18de en 19de-eeuwse brieven van personen zoals J. ab Utrecht Dresselhuis (1789-1861), J. Ermerins (1725-1795), D.H. Gallandat (1732-1782), N.C. Lambrechtsen (1752-1823), F. Nagtglas (1821-1902), Jona Willem te Water (1740-1822) en C.A. Rethaan Macaré (1792-1861), Samuel van de Putte (1690-1745), Jacobus Bellamy (1757-1786), C.J.M. Nagtglas (1814-1897) en Isaac Beekcman (1588-1637). Tot de curiosa behoort zeker een blad papier uit 1846 met daarop twee plukjes hoofdhaar van de gebroeders Johan en Cornelis Evertsen, luitenant-admiraals van Zeeland en een geïllustreerd Buginees handschrift uit het zuiden van Sulawesi, het huidige Celebes, alsmede Arabische handschriften.

### Natuurhistorische voorwerpen
De natuurhistorische verzameling van het KZGW omvat Mollusken (schelpen en schelpdieren), fossiele botten van zeezoogdieren en landzoogdieren, gesteenten en mineralen.
De collectie Zeeuwse Mollusken is ontstaan door de schenking in 1945 van de Cornelis Brakman in 1945. Hij verzamelde vele jaren recente en fossiele schelpen met name op het Kalootstrand en de Plaat van de Vlei in het Sloegebied.
De fossiele botten van zeeroofdieren, dolfijnen en walvissen in de collectie komen voornamelijk van vangsten in de Zeeuwse stromen. Ook vele op de Zeeuwse stranden verzamelde haaientanden en fossiele gehoorbeentjes, bulla’s en periotica, van dolfijnen en walvissen behoren tot de collectie. Jaarlijks en traditiegetrouw organiseert het KZGW de bottenvistocht op de Westerschelde in de Put van Terneuzen, nabij De Griete en Margaretapolder. Botten van landzoogdieren komen onder meer uit het vroeg pleistoceen, het tiglien en omvatten resten van een mastodont, de zuidelijke mammoet, en het grote, Tegelse hert. De verzameling mineralen en gesteenten berust uit enkele geschonken en aangeworven collecties van onder meer Fokker, Seelheim, Philip Cambridge en J. de Visser uit Oostkapelle. De verzameling is ondergebracht in het depot van het Zeeuws Museum.

### Naturalia
De collectie overige naturalia omvat opgezette en geconserveerde vogels, reptielen, amfibieën, vissen, en ongewervelde dieren, zoals kreeftachtigen, wormen, zeeanemonen, stekelhuidigen en andere diergroepen. Vrijwel al het materiaal is in de loop der eeuwen aan het Genootschap geschonken. Het Zeeuws Herbarium is opgenomen in de collectie van Naturalis.

### Archeologische voorwerpen
Tot de archeologische collectie behoren natuurstenen altaren gewijd aan de inheems-Romeinse godin Nehalennia. Zij was de beschermgodin van vissers en zeelui, die in de tweede en derde eeuw na Christus werd vereerd bij de monding van de Schelde. Ook bezit het KZGW Romeinse resten van Carthago en Pompeï en voorwerpen uit de Romeinse tijd en de vroege middeleeuwen, die op het strand van Domburg zijn aangetroffen.
Bestaande landschapselementen in het bezit van het KZGW zijn diverse vliedbergen die worden beheer door Stichting het Zeeuwse Landschap. De archeologische collectie van het KZGW wordt grotendeels bewaard in het depot van de Stichting Cultureel Erfgoed Zeeland.

### Historische voorwerpen
Vanaf de oprichting van het Zeeuws Genootschap werd zowel door het Vlissings als door het Middelburgs departement verzameld. Hiermee werd de basis gelegd voor een buitengewoon gevarieerde collectie. Schilderijen, zilver, aardewerk en porselein, glas, textiel, voorwerpen van volkenkundige en historische aard werden door leden en belangstellenden geschonken of gelegateerd, dan wel door het Genootschap aangekocht. Tot de collectie behoort onder meer het touwslagerswiel waaraan Michiel de Ruyter in zijn jeugd gedraaid zou hebben en een verzameling streekdrachten.

### Munten en penningen
De numismatische collectie van het Genootschap bestaat uit een groot aantal objecten, die direct gerelateerd zijn aan Zeeland. Naast munten, die geslagen zijn in Zeeland of daar gecirculeerd hebben en/of gevonden zijn, omvat de verzameling objecten die gerelateerd zijn aan de Munt van Zeeland, waaronder penningen die in Zeeland vervaardigd zijn of betrekking hebben op de provincie. De collectie munten en penningen wordt bewaard in het Zeeuws Museum.

### Volkenkundige voorwerpen
De collectie omvat etnografica uit de hele wereld waarvan de vroegste al verzameld werden in de achttiende eeuw. Ze bestaat onder meer uit wapens, kleding, sieraden, eet- en drinkgerei, gebruiksgoederen, rituele en godsdienstige voorwerpen, muziekinstrumenten, aardewerk en beeldhouwwerk. De collectie telt ongeveer 1.000 objecten, waaronder neussieraden van Papoea’s, Boeddhabeeldjes uit Bengalen, een balansklokje uit Japan, krissen uit Indonesië, handschriften op lontarblad, indianentooien uit Essequibo, gebruiksvoorwerpen van de Zwartvoet indianen uit Canada en de bekende Egyptische mummie. De etnografice werden onder meer bijeengebracht door Zeeuwen, zoals Moens, Vos, Louijssen en Lammens, De Stoppelaar, Nagtglas en Sprenger, die terugkeerden uit de overzeese gebieden waarmee Zeeland van oudsher handelscontacten onderhield.
De volkenkundige verzameling wordt bewaard in het Zeeuws Museum.

### Muziekinstrumenten
Deze collectie is toegespitst op instrumenten van Zeeuwse makelij. Voor de instrumenten wordt naar een zinvolle bestemming gezocht, enkele instrumenten hebben die reeds gekregen.
De basis van de instrumentenverzameling werd gelegd in 1938 toen het Genootschap in het bezit kwam van het uit 1832 daterende huisorgel van de Middelburgse orgelmaker Frederik van der Weele. Het orgel staat momenteel opgesteld in het stadhuis van Veere, waar ook een tweede orgel van deze orgelmaker staat. Andere bruiklenen zijn ondergebracht bij de Zeeuwse Muziekschool en de University College Roosevelt.

## Archief en Werken en andere publicaties en periodieken

### Archief

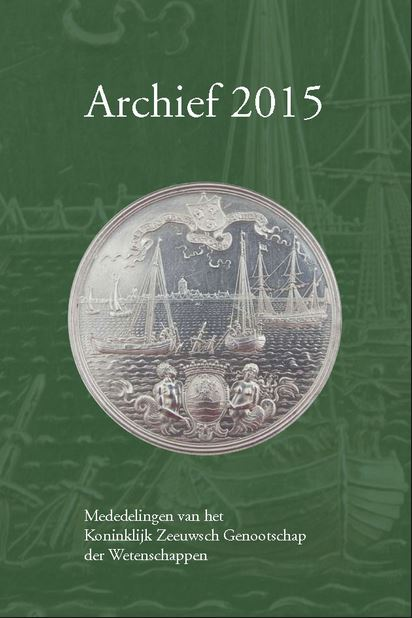
Omslag jaarboek Archief (2015)

Vanaf de oprichting van het genootschap werd een jaarboek uitgegeven. Dat waren aanvankelijk de Verhandelingen uitgegeven door het Zeeuwsch Genootschap der Wetenschappen (1769-1806), daarna de Nieuwe verhandelingen van het Zeeuwsch Genootschap der Wetenschappen (1807-1855), waarna het jaarboek zijn definitieve naam kreeg: Archief. Vroegere en latere mededelingen voornamelijk in betrekking tot Zeeland, uitgegeven door het Zeeuwsch Genootschap der Wetenschappen (1856-heden), vanaf 1971 met de ingekorte ondertitel Mededelingen van het Koninklijk Zeeuwsch Genootschap der Wetenschappen.
Aanvankelijk stonden in dit jaarboek vooral de inzendingen op prijsvragen, zoals in 1769 de vraag hoe de paalworm het best bestreden kon worden (in: 'bericht wegens een zonderling insect, gevonden aan eenige zeewieren ...').
Het jaarboek bevat drie- tot vier artikelen op wetenschappelijk gebied over zaken met betrekking tot de provincie Zeeland. Veelal van historische-, archeologische- en geografische inhoud. Bevat verder jaarverslagen van alle commissies en werkgroepen van het genootschap. Het jaarverslag Archief wordt uitgegeven en verzorgd door de Commissie tot redactie van Archief en Werken; een commissie die ook de door het KZGW uitgegeven monografieën begeleid.

### Werken

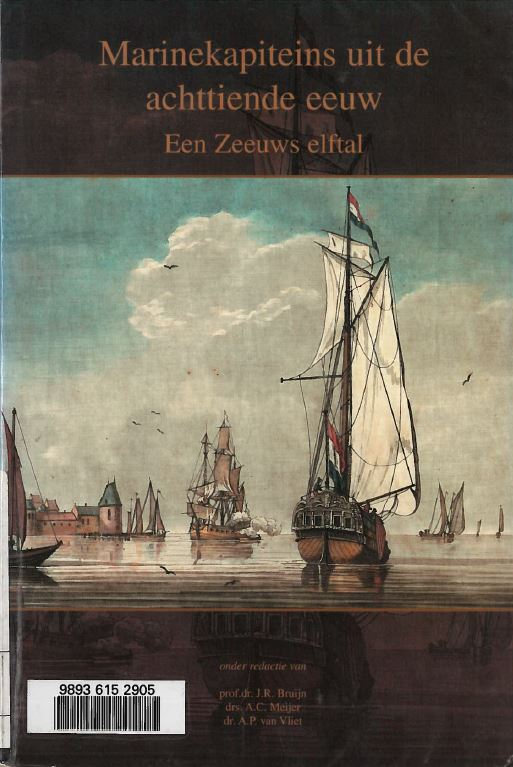
Omslag van deel 11 in de reeks Werken: Marinekapiteins uit de achttiende eeuw

De werken zijn wetenschappelijke monografieën op het gebied van de Zelandica waarbij de Commissie tot redactie van Archief en Werken redactie voert en op onregelmatige basis verschijnen. Het eerste deel verscheen in 1981. Anno 2017 zijn zestien delen verschenen. Inmiddels heeft de redactie ook enkele digitale publicaties op haar website laten verschijnen welke niet zijn opgenomen in de reeks Werken.
- vol. 1 De nationale synode te Middelburg in 1581: calvinisme in opbouw in de noordelijke en zuidelijke Nederlanden / door R.H. Bremmer ... [et al.]
- vol. 2 Een speurtocht door Zeeuws muziekverleden / door P. Scherft
- vol. 3 De Zeeuwse kaapvaart tijdens de Spaanse successieoorlog 1702-1713 - Johanna Theresia Hubertina van Meer
- vol. 4 Het "testament" van Adriaan Bommenee : praktijkervaringen van een Veerse bouw- en waterbouwkundige uit de 18e eeuw / [red.: Mia I. Gerhardt ... [et al].]
- vol. 5 Het stadhuis te Goes / door Meta A. Prins-Schimmel
- vol. 6 Johan de Brune de oude (1588-1658) : een Zeeuws literator en staatsman uit de zeventiende eeuw / door P.J. Verkruijsse
- vol. 7 De zorg gewogen: zeven eeuwen godshuizen in Middelburg / door Johanna Louise Kool-Blokland
- vol. 8 Duizend jaar Walcheren : over gelanden, heren en geschot, over binnen- en buitenbeheer / auteurs: A.J. Beenhakker ... [et al. ; red.: P.A. Henderikx ... [et al.] ; beeldred. L.M. Hollestelle en J.A. Lantsheer]
- vol. 9 Frederik van Sorge en de Vlissingsche Courant / Jaco Schouwenaar
- vol. 10 Van goederenhandel naar slavenhandel : de Middelburgse Commercie Compagnie 1720-1755 / C. Reinders Folmer-van Prooijen
- vol. 11 Marinekapiteins uit de achttiende eeuw : een Zeeuws elftal / onder red. van J.R. Bruijn, A.C. Meijer, A.P. van Vliet
- vol. 12 Utiliteyt voor de gemeene saake : de Zeeuwse commissievaart en haar achterban tijdens de Negenjarige Oorlog, 1688-1697 / Johan Francke
- vol. 13 De rand van 't land : waterschapsgeschiedenis van Schouwen en Duiveland / J.L. Kool-Blokland
- vol. 14 Vissers in oorlogstijd : de Zeeuwse zeevisserij in de jaren 1568-1648 / A.P. van Vliet
- vol. 15 Sceattas and Merovingian deniers from Domburg and Westenschouwen / W. op den Velde and C.J.F. Klaassen
- vol. 16 Een duurzame alliantie : gilden en regenten in Zeeland, 1600-1800 / L.H. Remmerswaal

### Zeeland

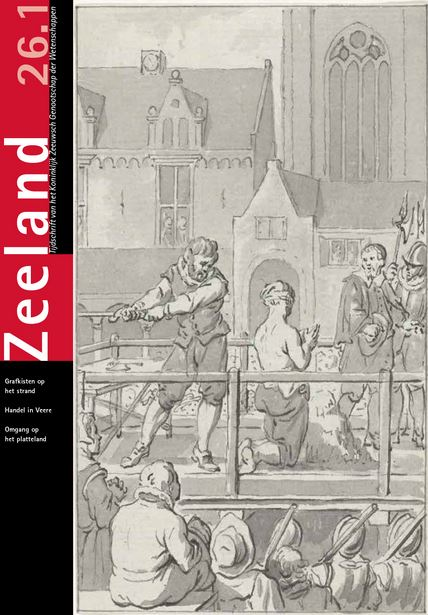
Omslag van het tijdschrift Zeeland 26/1 (2017)

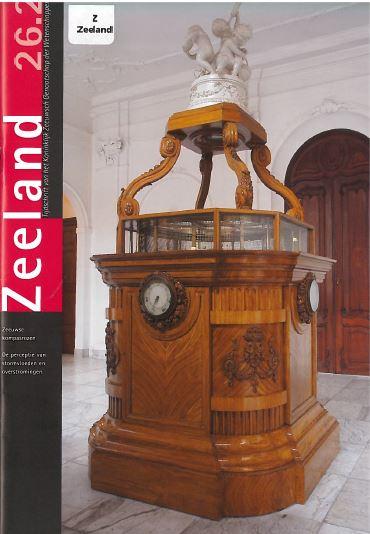
Omslag van het tijdschrift Zeeland 26/2 (2017)

Uit onvrede over de koers die Zeeuws Tijdschrift begin jaren negentig ging varen, besloot het KZGW een eigen (populair) wetenschappelijk tijdschrift met korte artikelen uit te geven. Tot dan waren de KZGW-leden sinds 1961 collectief lid van Zeeuws Tijdschrift geweest. Nadat de kruitdampen waren opgetrokken bleken beide tijdschriften een eigen koers te varen en beide levensvatbaar te zijn. Zeeland. Tijdschrift van het Koninklijk Zeeuwsch Genootschap der Wetenschappen waarvan het nulnummer in 1991 verscheen ging zich meer richten op historische onderwerpen in de diverse vakgebieden terwijl Zeeuws Tijdschrift veel meer gericht was op de actualiteit van cultuur, politiek en kunst.
Zeeland verschijnt viermaal per jaar en bevat per nummer een twee- tot viertal artikelen over geschiedenis, archeologie, beeldende kunst, literatuur, taal en muziek en andere aspecten van Zeeland en de Zeeuwse samenleving zoals natuur en milieu, economie, demografie en sociologie en themanummers. Bevat verder de rubrieken aanwinsten (over de aangekochte en geschonken bezittingen van het genootschap), genootschapszaken en boekbesprekingen. In het binnenwerk is doorgaans een geel vel opgenomen met daarop de genootschapsactiviteiten. Het tijdschrift wordt samen met Archief verzonden aan alle leden van het KZGW.

### Nehalennia
In 1964 werd de Werkgroep Historie en Archeologie opgericht. Deze ging in 1965 een samenwerkingsverband aan met de Zeeuwsche Vereeniging voor Dialectonderzoek. Gezamenlijk werd een bulletin uitgegeven dat sinds 1978 onder de naam 'Nehalennia' uitkomt, als symbool voor de Zeeuwse geschiedvorsing en het Zeeuwse taaleigen. Hierin worden resultaten van onderzoek, mededelingen en dergelijke gepubliceerd. In 2016 besloot de werkgroep CultuurHistorie de samenwerking met de Zêêuwse Dialect Verênigieng stop te zetten. Nummer 194 was het laatste nummer waarover de werkgroep redactie voerde. Vanaf nummer 195 (2017) wordt het tijdschrift alleen uitgegeven door de dialectvereniging.
De werkgroep Historie en Archeologie werd opgericht naar aanleiding van het congres Bevolkingsonderzoek van het Deltagebied op 19 september 1963. De werkgroep leden werden geacht hun onderzoek te publiceren in het Bulletin, waarmee zij een bijdrage wilden leveren tot de verbreiding ven verdieping van het inzicht in de wetten, die onze sociale structuur regeren, waarmee optimale voorwaarden worden geschapen voor een groeiend geestelijk en lichamelijk welzijn van de bevolking. De inhoud van het tijdschrift omvatte onder meer bestuursmededelingen, de rubrieken ‘capita selecta’ (boekbesprekingen) en ‘de gaermande’, waarin verslag wordt gedaan van publicaties en documentatie die door het Zeeuws Documentatiecentrum (1963-2012) werden aangeschaft. Verder Volkenkundige, Taalkundige en Cultuurhistorische artikelen. Het tijdschrift verscheen viermaal per jaar voor leden van de werkgroep CultuurHistorie Zeeland en nog steeds voor die van de Zêêuwse Dialect Verênigieng.

## Geschiedenis in tijdvakken
De geschiedenis van het Genootschap kan in een aantal perioden worden onderscheiden:
1. Van de oprichting te Vlissingen tot de overplaatsing naar Middelburg in 1801
2. Van 1801 tot de reorganisatie van 1856
3. Van 1856 tot de reorganisatie van 1960
4. Van 1960 tot heden.

### Wetenschappelijke genootschappen in Europa in de 18e eeuw
In de 18e eeuw ontstonden in Europa onder invloed van de Verlichting tal van wetenschappelijke genootschappen. Hieraan lag de gedachte ten grondslag dat men de maatschappij zou kunnen verbeteren door het bundelen van activiteiten en door het in druk propageren van nieuwe denkbeelden. Ook in de Republiek deed deze ontwikkeling zich gelden. Zo werd in 1752 de Hollandse Maatschappij van Wetenschappen opgericht. In Zeeland kwam deze ontwikkeling in de jaren zestig van de 18e eeuw op gang om het terrein van wetenschapsbeoefening te gaan bestrijken, wat in 1768 leidde tot de oprichting van het 'Vlissingsch Genootschap ter bevordering van nuttige Kunsten en Wetenschappen'. Als embleem op de penning koos men een ontwerp van Cornelis Ploos van Amstel, een rots met de zeven vrije kunsten te midden van de golven, met het devies 'non sordent in undis' (zij worden niet geringschat in de golven) in Zeeland op de keerzijde het silhouet van Vlissingen en Minerva met een lauwerkrans en de zinspreuk 'calcar honos' (de eer is een aansporing). Het Genootschap voert nog steeds deze emblemen. De Staten van Zeeland juichten het initiatief toe, maar verlangden een meer provinciale opzet; op hun verzoek werd de naam gewijzigd in: Zeeuwsch Genootschap der Wetenschappen te Vlissingen, zodat het Genootschap kon gelden als Zeeuwse tegenhanger van de andere gewestelijke genootschappen.

### Prijsvragen

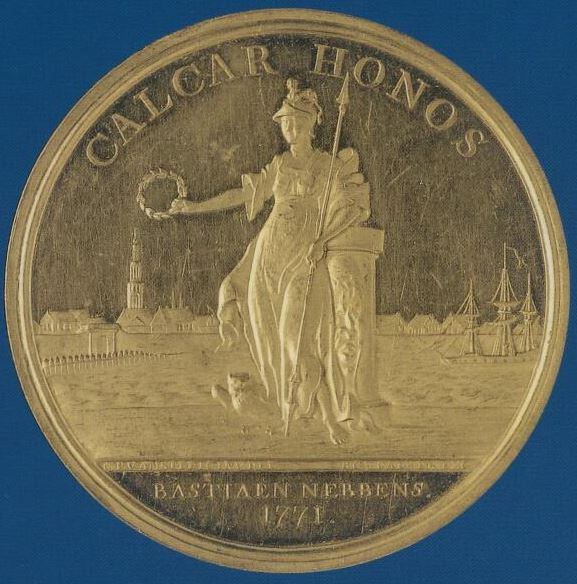
De gouden penning die Bastiaen Nebbens in 1771 ontving voor zijn beantwoording van de tweede prijsvraag van het Genootschap over vallen in zeedijken, collectie KZGW, bron:[https://tijdschriftenbankzeeland.nl/issue/arc/2002-01-01/edition/0/page/1?query= ‘Archief’’ (2002).

Tussen het oprichtingsjaar 1769 en 1860 werden talloze prijsvragen uitgeschreven. De bekroonde prijsvragen werden uitgegeven in de Verhandelingen van het Genootschap, dat verscheen vanaf 1769 en later onder de opvolgers daarvan. Deze prijsvragen waren mede ingegeven door de Royal Society (1662) dat hiermee al een eeuw langer de wetenschap trachtte te bevorderen. Tussen de prijsvragen van de internationale wetenschappelijke genootschappen zit dan ook veel samenhang. De beste inzendingen werden beloond met prijspenningen. Er werden iets meer dan driehonderd prijsvragen uitgeschreven. De intentie was voortreffelijk en leverde vele bijdragen en wetenschappelijke oplossingen, maar de praktische bruikbaarheid en toepassing bleek desalniettemin in de praktijk vaak gering. Rond 1860 hielden de prijsvragen op te bestaan. Verregaande specialisatie in wetenschappelijke vakgebieden leidde tot publicatie van artikelen in daartoe opgerichte vaktijdschriften.

### 1768-1801

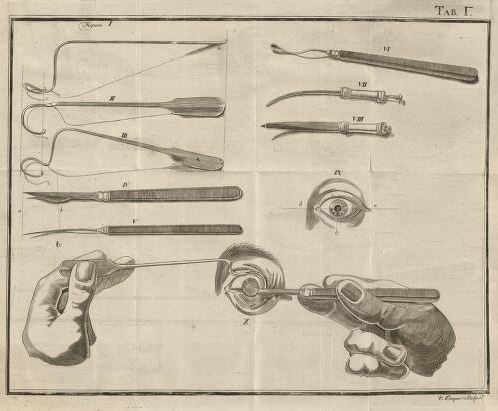
Illustratie in Verhandelingen uit 1769 bij het artikel ‘Onderlinge Vergelijkingen tusschen de verschillende manieren om de staar uit te neemen’ van Gysbert de Witt, bron: [https://tijdschriftenbankzeeland.nl/issue/arc/1769-01-01/edition/0/page/194?query= Tijdschriftenbank Zeeland, Verhandelingen (1769).

De wetenschapsbeoefening in de 18e eeuw stond sterk onder invloed van de Verlichtingsgedachte. Men wilde door praktische toepassing van wetenschappen de samenleving vooruit helpen. Daarnaast was er ook een puur wetenschappelijke interesse, vooral die vanuit de theologie werd gestimuleerd; onderzoek van de schepping leidde tot een dieper inzicht in God en Zijn bedoeling met de wereld. Het beoefenen van de natuurwetenschappen in die tijd kan dan ook niet los worden gezien van deze physico-theologie. De voornaamste middelen die men gebruikte om het gestelde doel te bereiken waren het houden van voordrachten, het uitschrijven van prijsvragen, het publiceren van de bekroonde verhandelingen en het verzamelen van wetenschappelijke objecten. Zowel bij de voordrachten als bij de prijsvragen passeerde een bonte aaneenschakeling van onderwerpen. Sommige gebieden zijn rijkelijk vertegenwoordigd bijv. geneeskunde, waar vele artsen verslag deden van de vooruitgang die zij in hun praktijk hadden geboekt. Ook de theologie was goed vertegenwoordigd met onderwerpen als de aardrijkskunde van Israël, verklaring van Bijbelgedeelten en dergelijke Bij de toegepaste wetenschappen zien we onderwerpen als verbetering van de scheepsbouw, het ontwerpen van een stuurmansstoel en meer maatschappelijk betrokken het stichten van een tehuis voor oude zeelieden. Het laatste is er nooit gekomen en dit voorbeeld is welhaast representatief voor alle andere; de intentie was voortreffelijk, maar de praktische bruikbaarheid en toepassing gering. De bekroonde prijsvragen werden uitgegeven in de Verhandelingen van het Genootschap, waarvan het eerste deel verscheen in 1769 en die tot 1793 een imposante reeks delen omvat.
Er was ook een materiële neerslag van de activiteiten. Tegelijk met de beschrijvingen werden ook objecten aangeboden; planten en dieren uit overzeese gebiedsdelen, mineralen, pathologische voorwerpen, munten, penningen, instrumenten, boeken, al wat naar de inzichten van die tijd tot een wetenschappelijke verzameling mocht worden gerekend. Deze ontwikkeling het aanleggen van een kabinet van zeldzaamheden zou voor het Genootschap zeer belangrijk blijken. Men achtte het Genootschap aan zijn waardigheid verplicht ook een eigen huisvesting te bezitten. Daarbij viel de keuze op een pand aan de Oude Haven te Vlissingen, thans Bellamypark. Daar vonden voortaan de bijeenkomsten plaats en werden de verzamelingen tentoongesteld. Hoewel Vlissingen de plaats van vestiging was, lag het zwaartepunt van het ledenbestand te Middelburg. Het is dan ook niet verwonderlijk dat hier een streven ontstond naar een eigen afdeling. Deze kwam tot stand in 1784, onder de naam Departement Middelburg. De Bataafse Revolutie ging ook aan het Genootschap niet ongemerkt voorbij. In deze tijd van teruggang en onzekerheid bedankten velen als lid of directeur, zodat financiële problemen ontstonden. Het Perpetueel Comité zag zich in 1799 zelfs genoodzaakt een voorstel uit te laten gaan om het Genootschap geheel op te heffen en tot verkoop van bezittingen over te gaan. Dit ging velen te ver, met name het Departement Middelburg dat steeds belangrijker was geworden. Deze afdeling beschikte over huisvesting in het Museum Medioburgense dat aan het Natuurkundig Gezelschap toebehoorde en ook onderdak bood aan de Tekenacademie. Op voorstel van het Middelburgs departement werd besloten het pand te Vlissingen te verkopen en de verzamelingen over te brengen naar het Museum Medioburgense, dat voortaan ook als plaats van samenkomst zou dienen. Hiermee was het Genootschap van de ondergang gered.

### 1801-1856
Tegelijk met de overplaatsing naar Middelburg voltrok zich ook een verandering in de doelstelling. Men was hevig geschrokken van de Franse Revolutie, die tot oorlog en maatschappelijke veranderingen had geleid. 'Nuttige kunsten en wetenschappen' waren nu niet langer het doel, wel 'bespiegelende wetenschappen'. Deze koers wijziging is vooral gestimuleerd door N.L.C. Lambrechtsen van Ritthem. Met name de geschiedenis kwam in de belangstelling te staan, vooral de gewestelijke. Ook de theologie bleef in de belangstelling, zij het niet langer als physico-theologie. In de verzamelingen was deze accentverlegging merkbaar. Men kreeg aandacht voor puur historische objecten, zoals oude handschriften, muntvondsten en voorwerpen afkomstig van belangrijke persoonlijkheden. Vooral de bibliotheek en handschriftenverzameling groeiden in deze tijd door een bepaling dat ieder lid bij overlijden zijn wetenschappelijke papieren en een aantal boeken aan het Genootschap moest nalaten. Na enige tijd kwam ook de publicatie activiteit weer op gang. Een reeks nieuwe verhandelingen kwam van de pers, met nu vooral ook bijdragen van historische aard. De maandelijkse voorlezingen bleven usance. In het Museum Medioburgense was daartoe een vertrek ingericht met amfitheatersgewijs oplopende banken rondom een spreekgestoelte. Daarin nam de plutocratische intelligentia plaats om de nieuwste inzichten in tal van onderwerpen deelachtig te worden.

### 1856-1960
Deze, enigszins gemodificeerde 18e-eeuwse opzet was echter toch een doodlopende weg. Het prijsvraagsysteem leverde geen antwoorden meer op en het materiële beheer vereiste een nieuwe organisatie. Men besloot tot een nieuwe bestuurlijke organisatie. In plaats van het Perpetueel Comité kwam een Dagelijks Bestuur, dat voor het beheer van de verzamelingen werd bijgestaan door conservatores. In plaats van het doodgebloede prijsvragensysteem kwam een nieuwe publicatiereeks: Archief, vroegere en latere mededelingen, voornamelijk in betrekking tot Zeeland, uitgegeven door het Zeeuwsch Genootschap der Wetenschappen. Hiervoor konden auteurs, al dan niet op verzoek, bijdragen plaatsen. Belangrijk was ook het invoeren van de vijfjaarlijkse verslaglegging. Deze jaarverslagen werden met catalogi van de verzamelingen in druk uitgegeven. Daarnaast kwam de mogelijkheid afzonderlijke publicaties uit te geven. Vooral de verzamelingen gedijden in het nieuwe klimaat, dat ook landelijk was ontstaan. De 19e eeuw bracht grote veranderingen en men besefte dat historische waarden veilig moesten worden gesteld voor het te laat was. Een zeer bijzondere gebeurtenis was de verwerving van de Zelandia Illustrata in 1863. De erven De Witte van Citters wensten tot sloop van kasteel Popkensburg over te gaan en ingevolge een testamentaire bepaling moest de fraaie historisch-topografische collectie, die op de zolder van het kasteel lag, eerst aan het Genootschap worden aangeboden. De directeuren brachten in korte tijd de benodigde f 1.200,- bijeen zodat het aanbod kon worden gehonoreerd.
Ook de andere onderdelen van de verzamelingen beleefden in deze tijd een voorspoedige groei; de bibliotheek, waarvan de gedrukte catalogus spoedig achterhaald was, de numismatische collectie, een pathologische verzameling, een collectie botten, opgevist uit de Zeeuwse stromen; een herbarium werd aangelegd. De aandacht bleef in het verlengde van de 18e-eeuwse oorsprong zowel algemeen als in het bijzonder op Zeeland gericht, ook evenzeer op de cultuurhistorie als de natuurhistorie. Een nieuwe impuls ging uit van de eigen huisvesting in de Wagenaarstraat, mogelijk geworden door een schenking van mr. G.N. de Stoppelaar. In de fraaie zalen van dit gebouw (Wagenaarstraat 1 te Middelburg) kreeg alles een betere plaats en bestond nu de mogelijkheid méér te aanvaarden. Belangrijk was vooral de inrichting van een 'ouderwetsche kamer' waarin vele 17e-eeuwse betimmeringen een plaats kregen, alsmede klederdrachtpoppen, waarmee de basis werd gelegd voor de collectie klederdrachten. In deze jaren nam ook de publicatieactiviteit sterk toe. Daartoe droeg in de eerste plaats bij het legaat Verbrugge, waarvan de rente naast aankopen voor de verzamelingen voor de uitgave van publicaties moest worden gebruikt. Menige monografie kon op deze wijze worden uitgegeven. Het Archief verscheen met ingang van 1903 jaarlijks, enerzijds om een groter aanbod aan bijdragen mogelijk te maken, anderzijds omdat men op jaarlijkse verslaglegging wenste over te gaan. Rond de eeuwwisseling kondigde zich echter ook een nieuwe ontwikkeling aan. In 1898 kreeg de Provinciale Bibliotheek de beschikking over een nieuw gebouw in de Lange Delft te Middelburg. Het Genootschap bood nu aan de boekenverzameling in bruikleen in dit nieuwe bibliotheekgebouw onder te brengen, aanvankelijk alleen de algemene werken, later ook de Zelandica. Hiermee kwam een einde aan het idee van het oude, alomvattende Museum Medioburgense, dat in de 19e eeuw als een soort 'British Museum' voor Zeeland had gefungeerd. In 1902 werden ook de handschriften naar de bibliotheek overgebracht. Een laatste afsplitsing vond in 1914 plaats, toen de getekende kaarten naar het Rijksarchief werden overgebracht, de gedrukte kaarten van de Zelandia Illustrata naar de bibliotheek, waarbij men zich niet aan de indruk kan onttrekken dat de verrijking van de eigen collecties van deze instellingen een belangrijker drijfveer was dan de wetenschappelijke argumentatie die werd gehanteerd. Toen dr. W.S. Unger in 1921 conservator van de Zelandia Illustrata werd, stelde hij dan ook dadelijk voor deze desintegratie van de Atlas ongedaan te maken. Dit lukte ten aanzien van de gedrukte kaarten; de getekende waren reeds in de catalogus van kaarten en tekeningen van het Rijksarchief opgenomen en gingen bij de ramp van 1940 voor het grootste deel verloren. De eerste decennia van de 20ste eeuw beleefde het Genootschap een grote bloei. De verzamelingen werden enorm verrijkt en er was een grote publicatieactiviteit. De Tweede Wereldoorlog maakte daaraan een abrupt einde. Groot waren de verliezen in mei 1940 toen juist de kelders van de Provinciale Bibliotheek, waar de kostbaarste objecten waren geborgen, werden verwoest. Verloren gingen vele schilderijen, geïllumineerde handschriften, porselein en bijzondere voorwerpen als de verrekijkers van Zacharias Jansen, terwijl andere objecten grote schade opliepen, zoals de boeken- en handschriftenverzameling. Het gebouw in de Wagenaarstraat bleef echter gespaard. Na de oorlog had men zowel met een tekort aan mankracht als een gebrek aan financiële middelen te kampen. De tijd dat velen van een familiekapitaal leefden of een weinig tijd eisende functie vervulden was voorbij. Het ledenbestand nam af, de kosten namen toe. In de jaren vijftig rijpten daarom plannen voor een reorganisatie.

### 1960-heden
De reorganisatieplannen werden verhaast door het optreden van een groep ontevredenen binnen het Genootschap. Deze richtte zich bij monde van dr. P.J. Meertens via het Zeeuws Tijdschrift tot het publiek en pleitte voor een reorganisatie die het Genootschap in de gelegenheid zou stellen zich meer met de wetenschapsbeoefening bezig te gaan houden. Het bestuur trad hierop in contact met genoemde groep, die pleitte voor méér lezingen, congressen, excursies en publicaties en afwentelen van de last van de exploitatie van het Museum. Het bestuur, dat reeds lang voornemens in deze richting had, stelde een reorganisatiecommissie in, die in 1961 een reorganisatieplan presenteerde; beheer van de museale collecties door een op te richten stichting, waarin het Genootschap zou participeren en een nieuwe wet, aan de situatie aangepast. De commissie deed de aanbeveling meer wetenschappelijke activiteiten te ontplooien, zoals tentoonstellingen en congressen. Dr. Unger, die een minder radicale lijn wilde volgen, stelde zich niet opnieuw als secretaris van het Genootschap ter beschikking. Hij zag de geschilderde toekomstperspectieven meer als 'fantasmagorieën', dan als realiteit. De reorganisatie bracht ook niet wat men er zich van had voorgesteld. De publicatieactiviteit bleef uitermate mager en er was geen sprake van een substantiële toename van andere activiteiten. Daarentegen betekende de verminderde aandacht voor de verzamelingen een verschraling; de jaarlijkse rapportage, die een eeuw lang uitermate vruchtbaar had gewerkt werd achterwege gelaten en werkte daardoor niet langer als stimulans. Van groot belang was echter wel de oprichting van werkgroepen in de jaren zestig.
In de jaren zeventig ontstond een herbezinning op de reorganisatie van 1961, waaruit in 1977 een beleidsnota, in 1979 een beleidsplan resulteerde. In deze beide beleidsstukken is systematisch nagegaan wat de taak van het Genootschap voor de diverse vakgebieden is, welke activiteiten het zou moeten ontplooien, welke organisatie en middelen daartoe vereist zijn. Een van de voornaamste conclusies was, dat het Genootschap zijn taak met betrekking tot registratie, acquisitie en publicatie van de verzamelingen heeft verwaarloosd. Op dit punt werd een nieuwe bestuurlijke organisatie aanbevolen. Voorts dat er een belangrijk takenpakket ligt op het terrein van onderzoek en publicatie, zowel met betrekking tot de verzamelingen als meer in het algemeen. Met name is gesignaleerd dat er een onderlinge stimulerende wisselwerking is tussen de museale, publicistische en educatieve activiteiten, een symbiose die in het verleden juist de voorwaarde tot grote bloei is geweest. De organisatorische veranderingen kregen hun beslag in de Wet van 1981, waarbij tevens aan de vereisten van het nieuwe verenigingsrecht werd voldaan. In deze Wet is de benoemingsprocedure van leden vereenvoudigd (in plaats van ballotage nog slechts een benoemingsbesluit door de algemene vergadering), is het bestuur uitgebreid met de functie van hoofdconservator (gesecondeerd door conservatores voor de diverse onderdelen van de verzamelingen, gezamenlijk de Commissie voor de Verzamelingen vormend) en zijn vertegenwoordigers van de commissies opgenomen (met raadgevende stem Conform het nieuwe verenigingsrecht zijnde werkgroepen nu afzonderlijke rechtspersonen met als beperkende bepaling onder meer dat het blote eigendom van objecten die zij verwerven bij het Genootschap berust.

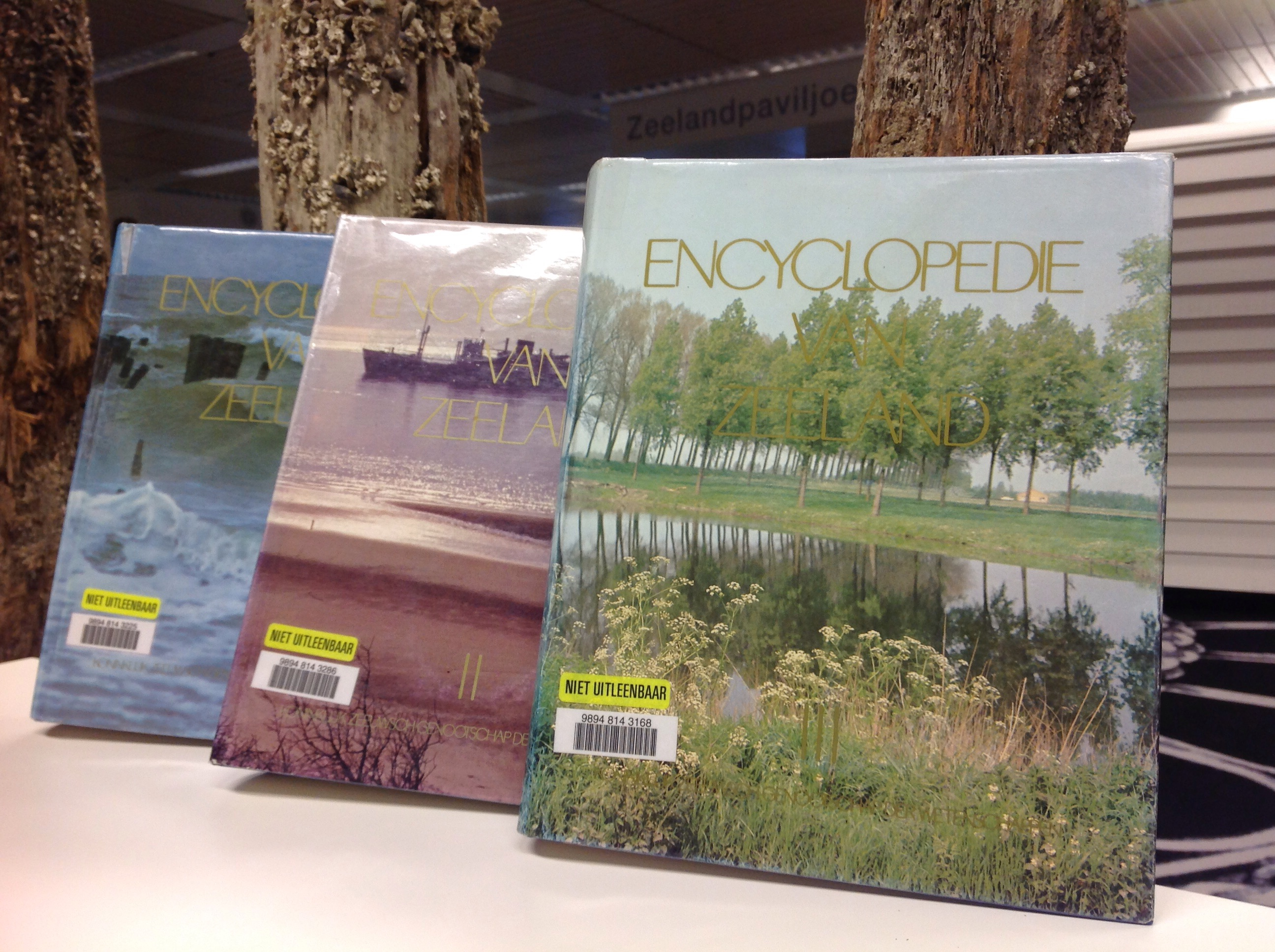
Een omvangrijk KZGW project was de samenstelling van de Encyclopedie van Zeeland (1982-1984), foto: J. Francke, oktober 2014.

In de jaren zeventig werd de Commissie tot redactie van de Encyclopedie van Zeeland opgericht, welke leidde tot de uitgave van de Encyclopedie van Zeeland, die tussen 1982 en 1984 in drie delen verscheen, en die de basis vormt voor de huidige wiki Encyclopedie van Zeeland. Het project, waarvoor tal van specialisten nodig waren op alle vakgebieden was dusdanig groot, dat het KZGW zich er bijna aan vertilde. Sinds de oprichting in 1950 van het Zeeuws Tijdschrift hadden leden van het KZGW hierin een belangrijke bijdrage. Toen eind jaren tachtig een koerswijziging zichtbaar werd naar meer actuele (politieke) thema's, was dit aanleiding uit de redactie te stappen en zelf een wetenschappelijk tijdschrift (naast het jaarboek Archief) uit te gaan geven. Eind 1991 verscheen het nulnummer van het nog steeds bestaande tijdschrift Zeeland dat viermaal per jaar uitkomt en uiting geeft aan alle wetenschappelijke gebieden die binnen het genootschap worden bedreven. Ernstiger waren de financiële zorgen van het KZGW in de jaren negentig. De wens om een eigen behuizing te bezitten waarin kon worden vergaderd en activiteiten ontplooid resulteerde in de aankoop van het monumentale pand 's-Hertogenbosch aan de Vlasmarkt in Middelburg. Dit drukte na enige jaren dusdanig zwaar op de begroting dat verkoop noodzakelijk bleek, waarna weer spoedig een financieel gezonde organisatie ontstond. Nieuwe problemen die de aandacht vragen zijn de ‘vergrijzing’ van het ledenbestand. Vooralsnog wordt door diverse werkgroepen arbeid geleverd voor het jubileumjaar 2019 als het KZGW 250 jaar bestaat.

## Verbonden aan het Genootschap
- Marie de Man, van 1889 tot 1933 conservator van het Numismatisch Kabinet van het Genootschap
- Roline Wichers Wierdsma, vanaf 1921 directeur van het Genootschap

## Zustergenootschappen
- Koninklijke Hollandsche Maatschappij der Wetenschappen, Haarlem, opgericht 1752
- Bataafs Genootschap der Proefondervindelijke Wijsbegeerte, Rotterdam, opgericht 1769
- Provinciaal Utrechts Genootschap van Kunsten en Wetenschappen, Utrecht, opgericht 1773